# Cho Yoon-hwan
Đây là một tên người Triều Tiên, họ là Cho.
Cho Yoon-Hwan (sinh ngày 24 tháng 5 năm 1961) là huấn luyện viên và cựu cầu thủ bóng đá người Hàn Quốc. Ông từng thi đấu tại giải K-League cho câu lạc bộ Hallelujah FC và Yukong Kokkiri. Ông cũng từng là thành viên của đội tuyển bóng đá quốc gia Hàn Quốc và lần đầu thi đấu cho đội tuyển khi vào sân thay người trận gặp Thái Lan tại President's Cup ngày 6 tháng 6 năm 1983. Ngoài ra ông cũng góp mặt tại Cúp bóng đá châu Á 19881988 và vòng loại Giải vô địch bóng đá thế giới 1990.

## Sự nghiệp cầu thủ
| Câu lạc bộ     | Mùa giải       | Giải đấu | Giải đấu | Giải đấu | League Cup | League Cup | League Cup | AFC Champions League | AFC Champions League | AFC Champions League | Tổng cộng | Tổng cộng | Tổng cộng |
| Câu lạc bộ     | Mùa giải       | Trận     | Bàn      | Kiến tạo | Trận       | Bàn        | Kiến tạo   | Trận                 | Bàn                  | Kiến tạo             | Trận      | Bàn       | Kiến tạo  |
| -------------- | -------------- | -------- | -------- | -------- | ---------- | ---------- | ---------- | -------------------- | -------------------- | -------------------- | --------- | --------- | --------- |
| Hallelujah FC  | 1985           | 14       | 0        | 0        | -          | -          | -          | -                    | -                    | -                    | 14        | 0         | 0         |
| Hallelujah FC  | Tổng cộng      | 14       | 0        | 0        | -          | -          | -          | -                    | -                    | -                    | 14        | 0         | 0         |
| Yukong Kokkiri | 1986           | 0        | 0        | 0        | 0          | 0          | 0          | -                    | -                    | -                    | 31        | 0         | 3         |
| Yukong Kokkiri | 1987           | 20       | 3        | 1        | -          | -          | -          | -                    | -                    | -                    | 25        | 3         | 6         |
| Yukong Kokkiri | 1988           | 21       | 0        | 0        | -          | -          | -          | -                    | -                    | -                    | 20        | 0         | 2         |
| Yukong Kokkiri | 1989           | 30       | 5        | 6        | -          | -          | -          | -                    | -                    | -                    | 9         | 0         | 0         |
| Yukong Kokkiri | 1990           | 17       | 1        | 2        | -          | -          | -          | -                    | -                    | -                    | 13        | 2         | 3         |
| Yukong Kokkiri | Tổng cộng      | 88       | 9        | 9        | 0          | 0          | 0          | -                    | -                    | -                    | 88        | 9         | 9         |
| Tổng sự nghiệp | Tổng sự nghiệp | 102      | 9        | 9        | 0          | 0          | 0          | -                    | -                    | -                    | 102       | 9         | 9         |

## Danh hiệu

### Câu lạc bộ

#### Cầu thủ
Yukong Kokkiri
- K-League (1): 1989

#### Huấn luyện viên
Jeonbuk Hyundai Motors
- Korean FA Cup (1): 2003

### Hàn Quốc
- Á quân Cúp bóng đá châu Á (1): 1988

### Cá nhân
- K-League Best XI (1): 1989